# Hiroki Abe
Hiroki Abe (安部 裕葵 Abe Hiroki?), född 28 januari 1999 i Tokyo, är en japansk fotbollsspelare som spelar för Urawa Red Diamonds.

## Karriär
Han blev utsedd till J.Leagues Rookie of the Year 2018.
I juli 2019 värvades Abe av Barcelona B, där han skrev på ett fyraårskontrakt. I juli 2023 återvände Abe till Japan och skrev på för Urawa Red Diamonds.